# Colbert megye
Colbert megye az Amerikai Egyesült Államokban, azon belül Alabama államban található. Megyeszékhelye Tuscumbia, legnagyobb városa Muscle Shoals.Az Alabama északnyugati részén található Colbert megye Helen Keller szülőhelye, és a FAME (Florence Alabama Music Enterprises) stúdió otthona, amely déli rock-, soul- és R&B-felvételeiről híres. Colbert megyét egy választott hattagú bizottság irányítja, és hat bejegyzett közösséget foglal magában.
Lakosainak száma 57 227 fő (2020. április 1.). Colbert megye Lauderdale, Franklin, Lawrence és Tishomingo megyékkel határos.

## Története
Colbert megyét 1867. február 6-án alapították, és George és Levi Colbertröl nevezték el akik egy Chickasaw indián testvérpár voltak, és komppal szállították az embereket a Tennessee folyón. Colbert megye eredetileg Franklin megye része volt de leválasztották belőle, hogy növeljék a demokraták képviseletét az állam törvényhozásában abban az időben, amikor Alabamát a radikális republikánusok ellenőrizték. Az így létrehozott megyében az afroamerikai lakosság részaránya nem haladta meg a 25%-ot, így megfelelő bázist teremtett a Demokrata Pártnak. 1867. november 29-én a köztársasági törvényhozás hatályon kívül helyezte a megyét létrehozó törvényt. 1870 januárjában William Hugh Smith kormányzó eltörölte a hatályon kívül helyezést, és Colbert megye újra megalakulhatott. A Tennessee-folyó Colbert megyét fontos kereskedelmi központtá tette délen, annak ellenére is, hogy a folyó Muscle Shoals-i szakasza a tizenkilencedik század elején gyakorlatilag járhatatlan volt. Számos csipkézett szikla volt a mederben, és a folyó éles esése – mintegy 40 méter volt 60 kilométeren– kiterjedt zuhatagokat eredményezett. A területen csak kisebb hajók és platós csónakok tudtak közlekedni. 1831-ben a Kongresszus engedélyezte egy csatorna építését Muscle Shoals körül, de hat év után a projektel felhagytak. 1873-ban a projektet újraélesztették George W. Goethals ezredes felügyelete alatt, aki később felügyelte a Panama-csatorna építését is. Az 1890-ben elkészült végül a csatorna amely több mint 3 millió dollárba került. A Muscle Shoals-t végül a Wilson-gát megépítése tette hajózhatóvá 1924-ben. A tizenkilencedik század elején Tuscumbia a terület kereskedelmi központként működött. A folyóparti kikötöben jelentős áruszállítás ment végbe. A Tuscumbia Railway Company 1832-ben fejezte be a városba vezető vasútvonalat. Két évvel később elkészült a Tuscumbia és Decatur közötti vasútvonal, amely átszelte a folyó sziklás Muscle Shoals területét. Az 1850-es években a vasutat eladták Memphis and Charleston Railway Companynak amely csatlakoztatta a saját hálózatához. 1874 novemberében egy tornádó elpusztította majdnem az egész várost, ami súlyos gondokat okozott a területen. Tuscumbiában született Helen Keller író és aktivista , 1880. június 27-én szülei birtokán, Ivy Greenben. A leghíresebb süket és vak lány, aki a jelnyelven tanult meg kommunikálni. Ezt a történetet dolgozták fel a  The Miracle Worker (A csodatévő) című filmben és színdarabban. Keller azonban arról volt hires, hogy emberi jogi és munkaügyi aktivista volt. A huszonegyedik század elején azon két amerikai egyikének választották, akiknek szobrai a Capitoliumban Alabamát ábrázolják, így ő lett az első súlyosan rokkant amerikai, akit ilyen megtiszteltetés ért. Muscle Shoals városa híres a zenei világhoz való hozzájárulásáról. 1959-ben Rick Hall megnyitotta a FAME-t, az első sikeres hangstúdiót Alabama államban. A gospelre, soulra, bluesra és rock & rollra specializálódott Muscle Shoals zenestúdiói az elmúlt évszázad legnépszerűbb zenészeit vonzották, köztük Aretha Franklin t, az Allman Brothers t, Lynyrd Skynyrde t, Wilson Pickett et, Rod Stewart ot, és Little Richard ot. 1990-ben Muscle Shoals ban felépült az Alabama Music Hall of Fame az alabamai zenészek eredményeinek és örökségének tiszteletére.

## Népesség
A 2020-as népszámlálási becslések szerint Colbert megye lakossága 54 957 fő volt a következő eloszlás szerint. 
| Rassz            | lélekszám | százalék | rangsor az állam 67 megyéje közül |
| ---------------- | --------- | -------- | --------------------------------- |
| Teljes           | 57227 fő  | 1,13     | 25                                |
| Fehér            | 45241 fő  | 75,6     | 21                                |
| Afroamerikai     | 9222 fő   | 16,1     | 42                                |
| Több rasszú      | 2233 fő   | 3,9      | 18                                |
| Spanyol          | 1732 fő   | 3,0      | 36                                |
| Ázsiai           | 432 fő    | 0,8      | 21                                |
| Őslakos és egyéb | 367 fő    | 0,6      | 25                                |

A megyeszékhelynek, Tuscumbiának 8445 lakosa volt. 
További fontosabb települések a megyében Muscle Shoals, Sheffield, Cherokee, Littleville és Leighton. 
A háztartások mediánjövedelme 47 962 dollár volt, szemben az állam egészének 52 035 dollárjával, az egy főre jutó jövedelem pedig 25 807 dollár volt, szemben az állam egészének 28 934 dollárjával.
A megye népességének változása:
| Lakosok száma | 54 506 | 54 406 | 54 424 | 54 520 | 54 354 | 57 227 |
|               | 2010   | 2011   | 2012   | 2013   | 2015   | 2020   |

## Gazdaság
A Tennessee folyó régóta fontos szerepet játszik Colbert megye gazdaságában, bár a folyó veszélyes Muscle Shoals szakaszán való navigálás nehézségei akadályozták a kereskedelmet a tizenkilencedik században. A Muscle Shoals Company-t 1783-ban azért hozták létre, hogy finanszírozzanak egy csatornaprojektet, amely az Ohio folyót kötné össze a Mexikói-öböllel a Tennessee folyón keresztül. Tuscumbia fontos kereskedelmi központ lett. 1852 és 1860 között évente több mint 16 000 bála gyapotot szállítottak Tuscumbiából New Orleansba. 1918-ban az Army Corps of Engineers megkezdte a Wilson-gát, és hozzákapcsolódóan két robbanóanyaggyár építését. A hatalmas projekt csúcspontján 18 000 dolgozót foglalkoztatott, és az építkezésen 1700 ideiglenes épület, 236 állandó épület, 185 lakóegység, 23 étkezde, iskola és kórház volt. Mivel a háború végetért 1918-ban, így a hozzákapcsolódó fegyvergyárakra sem volt szükség gondolkodtak, hogy mi legyen a gát sorsa. 1921-ben Henry Ford felajánlotta, hogy megvásárolja a gátat és Muscle Shoals városát, de a Kongresszus visszautasította. A gát végül 1924-ben készült el, és az Army Corps of Engineers üzemeltette, amíg a Tennessee Valley Authority (TVA) át nem vette az irányítást 1933-ban. Ma a régen a folyami forgalmat akadályozó zátonyok a Wilson-tó mélyén vannak. Sheffield városában, amely Tuscumbia és Muscle Shoals között található, a nyersvas előállításához szükséges mészkő és vasérc lelőhelyek voltak találhatok, így a város a nyersvas és az alumínium termelés központjává vált, de mára az üzemek bezártak.

## Foglalkoztatás
A 2020-as népszámlálási becslések szerint Colbert megyében a munkaerő a következő ipari kategóriák között oszlik meg:
- Oktatási szolgáltatások, valamint egészségügyi és szociális segélyek (21,6 százalék)
- Feldolgozóipar (19,2 százalék)
- Kiskereskedelem (11,0 százalék)
- Építőipar (8,7 százalék)
- Művészet, szórakoztatás, rekreáció, valamint szállás és vendéglátás (8,6 százalék)
- Egyéb szolgáltatások, kivéve a közigazgatás (6,3 százalék)
- Szállítás ill. raktározás, közüzemi szolgáltatások (6,3 százalék)
- Szakmai, tudományos, menedzsment, valamint adminisztratív és hulladékgazdálkodási szolgáltatások (5,7 százalék)
- Közigazgatás (4,1 százalék)
- Pénzügy és biztosítás, valamint ingatlanügy, bérbeadás, lízing (3,4 százalék)
- Nagykereskedelem (2,7 százalék)
- Mezőgazdaság, erdőgazdálkodás, halászat és vadászat, valamint nyersanyag-kitermelés (1,3 százalék)
- Információ (1,1 százalék)

## Földrajz
Az 1615 négyzetkilométer területű Colbert megye az állam északnyugati részén fekszik, elsősorban a Highland Rim régió területén. A megye északnyugati szegletének egy kis része a Tengerparti Síkság régió területén található. A megye északnyugati részén halad át a Natchez Trace, a régi délnyugat egyik fontos korai kereskedelmi útvonala. A Tennessee folyó a teljes északi határon és a megye nyugati határának egy részén húzódik, és több mellékfolyója, köztük a Bear, a Rock, a Can és a Spring patakok folynak a megyében. 1918-ban az Army Corps of Engineers megkezdte a Wilson-gát, a Tennessee folyó első gátjának építését. Az 1924-ben elkészült gát a Wilson- és a Pickwick-tavakat hozta létre Colbert megye északi határa mentén. A kelet-nyugati irányú U.S. 72 és az észak-déli irányú U.S. 43 a megye fő közlekedési útvonalai. Az északnyugat-alabamai regionális repülőtér Muscle Shoals ban a megye egyetlen repülőtere.

## Oktatás
A Colbert megyében nyolc iskola található. Ezenkívül a Tuscumbiában öt, Muscle Shoalsban hat, Sheffieldben négy iskola van. A Northwest Shoals Community College egyetemet tart fenn Muscle Shoalsban.

## Események és érdekes helyek
Tuscumbia számos látnivalónak ad otthont, köztük Ivy Greennek, Helen Keller szülőhelyének. Az otthon múzeumként működik, és minden nyáron otthont ad a helyi színészek "A csodatevő" című előadásának a múzeum területén.

Az Alabama Music Hall of Fame bemutatja az alabamai zenészek eredményeit. Ugyancsak Tuscumbiában található a Coon Dog temető, ahol több mint 100 coon kutyát helyeztek örök nyugalomra. A temetőben egyedi sírfeliratokkal díszített, dekoratív fejfák találhatók. A Wilson-tó és a Picwick-tó a délkeleti régió egyik legjobb horgászhelyét kínálja. Az egykori Cunningham-ültetvényen, Cherokee közelében található Barton Hall egy figyelemre méltó görögös stilusú épület amely szerepel a történelmi helyek nemzeti nyilvántartásában.